# アンドリュー・バン・デ・カンプ
アンドリュー・ヴァン・デ・カンプ (Andrew Van de Kamp) は、アメリカ合衆国のABCで放送されている『デスパレートな妻たち』に登場する架空の人物。演じるのはショーン・パイフロム、日本語版吹替えは浪川大輔。

## 人物・来歴
1987年生まれ。ヴァンデカンプ家の長男。父はレックス。母はブリー 。ダニエルは妹。高校では水泳部に所属。
成長するにしたがいブリーの厳格さや堅苦しさに反発するようになり、事あるごとに母親と衝突したり非行を重ねる。
同性愛の性的指向に目覚めたことで、これを受け容れない母との軋轢をさらに深めてゆく。
妹ダニエル同様、オースティンを誘惑したが失敗したらしい（シーズン3）。

## シーズン1
父レックスが家を出ると、母との生活を続けることに限界を感じたアンドリューは家に居つかなくなる。友人たちとストリップ・クラブにいたところ、突然ブリーに乗り込まれ、友人たちの前で恥をかかされたことを憤る。やがて両親が離婚の話し合いに入ると、母と暮らさざるをえなくなったアンドリューは自暴自棄になって飲酒運転をし、通りに出てきたカルロスの母ホワニータを轢き逃げして意識不明に陥らせる。このため両親の離婚協議は棚上げされ、レックスは家に戻ってくる。ブリーが一計を案じてアンドリューによる犯行は隠蔽されたが、アンドリューが一向に自責の念を示さないのをブリーは許せず、アンドリューのマリファナ所持を学校に密告して、彼のスポーツ推薦枠による大学進学を台無しにしてしまう。以後、アンドリューの非行は悪化していき、ついに暴力事件で退学処分を受ける。ブリーはレックスと相談して、態度を改めない息子を非行少年のための更生キャンプに入れることを決意、しかしそれを知ったアンドリューは母を罵倒し唾を吐きかける。
すでに友人ジャスティンと関係を持っていたアンドリューは、更生キャンプの面会でついに両親にゲイだと告白。ブリーの動揺は激しく、息子を家へ連れ戻しサイクス牧師によるカウンセリングを受けさせる。さらにゲイのままでは「天国に行けない」とブリーが口走ったために、アンドリューは母には自分を決して受け入れてもらえないと確信し、その復讐として、いつか母を破滅させるつもりだとサイクス牧師に告げる。

## シーズン2
父レックス殺害の疑いを晴らそうと、母ブリーがポリグラフ（嘘発見器）を受けた際、ダニエルと共に同席していたため母のジョージへの気持ちを知ることになる。ジョージと母との交際に反発したアンドリューは、ジョージを挑発して母との仲を裂こうとする。だが逆にジョージによる挑発に乗ってしまい、ジョージを殴ったことで再び更生キャンプに入れられる。
ジョージによるレックス殺害が判明したことで、ブリーはアンドリューを呼び戻すが、父の死が母のせいだと受け止めたアンドリューは怒りが収まらず、今後ブリーの指図は受けないと宣言する。ジョージへの復讐を望むアンドリューに、ブリーはジョージを見殺しにしたことを打ち明けて息子の気を鎮めようとするが、アンドリューはこれを利用してこれまで抑えてきた母への復讐に着手する。ジョージの死の秘密を知っているのを盾に、同性の恋人ジャスティンとの交際を見せつけるなどブリーの神経を逆なでするようなことを始めたのである。その後、信託財産をめぐる口論でブリーが手を出したことを利用し、アンドリューは怪我をつくってブリーによる虐待を捏造し、財産目当てで独立のための訴訟を起こす。ブリーは家庭を守るために法廷で争うことを決意するが、審理は祖父ヘンリーとその妻エレノアの登場で延期される。アンドリューは祖父のもとに行こうとするが、ブリーの策略でアンドリューがゲイと知った祖父達は引き取るのを拒む。
母に対する恨みをつのらせるアンドリューは、ブリーの交際相手ピーターがセックス依存症と知り、ダニエルをけしかけて夕食の場でブリーとピーターを困惑させる。さらにピーターがバイセクシュアルだと知ったアンドリューは彼と関係を持ち、それをブリーに知らせて母の心を傷つける。その翌日、ブリーはアンドリューを遠方の山中まで連れて行き、車から降ろしてしまう。ブリーに「もう一緒には暮らせない」と言われたアンドリューは、母はいつか自分を捨てるという確信を証明できた、とブリーに告げる。手渡された僅かな金と荷物を持ったアンドリューを置き去りにし、ブリーは泣きながら車で走り去る。

## シーズン3
アンドリューは、別の町の貧民街にホームレスとして住みつき、生活のため男性に体を売っていた。ある日報道番組で10代のホームレスを特集したさいインタビューを受けたが、これを偶然見たブリーは息子を家に連れ戻そうとアンドリューを訪ねてくる。すげなく追い払われて落ち込む妻を心配したオーソンの説得で、アンドリューはついに帰宅。ブリーは息子の不在をドラマキャンプに行っていたことにして体裁を繕う。オーソンから家出中に息子が売春していたと聞いて驚いたブリーは、正義感から息子の客の一人ケック氏の男相手の買春を、ケック氏の妻で友人のベラに伝える。だが知りたくないことを聞いたベラから、仕返しにダニエルが高校教師と寝ていると聞かされる。
オーソンがグロリアとの秘密をブリーに全て明かした際、ドア越しに聞いたアンドリューはオーソンを殺人犯と誤解。ブリーの転落事故もオーソンの仕業と思い、母に近づかせないようにする。仕事中、母の看病を命じたダニエルが店に来たことで母の危険を察知し、急ぎ帰宅するが母の命を狙うグロリアに襲われ動けなくなる。ブリーは結局オーソンに救い出される。ダニエルの妊娠のさいも、フェアビューを去るようオースティンを説得するなど家族に協力する。